# 艾氏擬白魚
艾氏擬白魚（学名：Alburnoides eichwaldii）为輻鰭魚綱鯉形目雅羅魚科拟白鱼属的其中一種，該物種分布於亞洲亞塞拜然的裏海沿岸，體長可達11.3公分，棲息在中底層水域，生活習性不明。